# Kozly (kraj liberecki)
Kozly – gmina w Czechach, w powiecie Česká Lípa, w kraju libereckim. 1 stycznia 2014 liczyła 150 mieszkańców.